# .si
.si ist die länderspezifische Top-Level-Domain (ccTLD) des Staates Slowenien. Sie wurde am 1. April 1992 eingeführt und wird vom Academic and Research Network of Slovenia (ARNES, Forschungs- und Wissenschaftsnetzwerk Slowenien) verwaltet.

## Geschichte
Zu Beginn gehörte .si zu den sogenannten restricted Top-Level-Domains: Nur Unternehmen mit Sitz in Slowenien, einer Niederlassung dort sowie internationale Organisationen, deren Mitglied Slowenien ist, konnten eine .si-Domain registrieren. Die Vergabestelle ARNES fungierte gleichzeitig als Domain-Registry und als Domain-Registrar.
Im Zuge des EU-Beitritts des Landes wurden auch die Beschränkungen für .si weitgehend aufgehoben: Im April 2005 traten neue Richtlinien in Kraft, die auch ausländischen Privatpersonen und Unternehmen die Nutzung gestatteten. Außerdem wurde die Tätigkeit der ARNES auf die eines Network Information Center eingeschränkt, Domains konnten nur noch über akkreditierte Webhoster angemeldet werden.
Im Jahr 2010 wurden die Vergabekriterien erneut geändert. Die Top-Level-Domain unterstützt seitdem die Verwendung nicht-alphanumerischer Zeichen der Sprachen Slowenisch, Italienisch, Ungarisch, Kroatisch und Deutsch. Obwohl internationalisierte Domainnamen unter .si damit grundsätzlich möglich sind, werden sie nicht von jedem Registrar unterstützt.